# 角花蟾科
角花蟾科（英語：Ceratophryidae），為生活於南美洲的青蛙，現存僅有 3 屬共 12 種。然而，出土自白堊紀馬達加斯加地層的惡魔角蛙屬化石顯示角花蟾科可能曾經遍佈整個岡瓦那大陸。
雖名為角花蟾科，然而並非所有科内的物种眼睛上方都具有角狀物。牠們具有大頭與大嘴，為潛伏型掠食者，獵物包括蜥蜴、青蛙，以及小型哺乳動物。

## 分類學
角花蟾科曾經為細趾蟾科下的一個亞科，不過之後自立為獨立的科。

## 屬
角花蟾科現存的 3 屬為：
- 角花蟾屬（Ceratophrys） Wied-Neuwied, 1824 (8 種)
- 峽谷穴蛙屬（Chacophrys） Reig & Limeses, 1963 (單型：查科角蛙(Vellard, 1948))
- 貓眼蛙屬（Lepidobatrachus） Budgett, 1899 (3 種)

此外，有部分化石種目前也分類在角花蟾科之下：
- †Baurubatrachus（英语：Baurubatrachus） Báez & Peri, 1990 "1989"
- †惡魔角蛙屬（Beelzebufo） Evans, Jones, & Krause, 2008
- †Wawelia Casamiquela, 1959